# Þorgils Haraldsson
Þorgils Haraldson (in norvegese: Torgils Haraldsson; 880 circa – Dublino, ...) fu re di Romerike e di Telemark ed in seguito re di Dublino.

## Biografia
Fróði Haraldsson fu il quintogenito e il quarto figlio maschio di re Harald I Bellachioma e Gyða, figlia di Eiríkr, re di Hordaland.
Secondo l'Heimskringla nacque probabilmente attorno all'880 in un luogo non specificato.
Attorno al 900, quando re Harald aveva ormai all'incirca cinquant'anni, per cercare di placare le continue liti intestine tra i suoi figli e gli jarl, decise di accontentarli conferendo a molti di loro il titolo di re e divise il regno in vari potentati minori le cui rendite sarebbero spettate per metà a lui e per metà al sovrano locale, inoltre ai figli sarebbe stato concesso di sedere sotto il suo seggio ma sopra quello degli jarl. A Þorgils fu assegnato il regno di Romerike e del Telemark da condividere insieme ai fratelli Sigtryggr e Fróði.
In seguito Harald donò a Þorgils e a suo fratello Fróði alcune langskip con le quali effettuarono scorrerie nelle Isole Britanniche, in Scozia, Inghilterra e Irlanda. Nella Haralds saga ins Hårfagra si racconta che i due furono i primi capi vichinghi ad impossessarsi di Dublino, tuttavia questa affermazione è di dubbia veridicità storica e contrasta con gli annali irlandesi secondo cui il primo fu Turgesius già nell'839. Fróði morì poco dopo ingerendo una bevanda avvelenata e Þorgils divenne re di Dublino, rimanendo tale per molti anni finché non cadde a causa di un tradimento perpetrato dagli irlandesi.